# Zichyújfalu

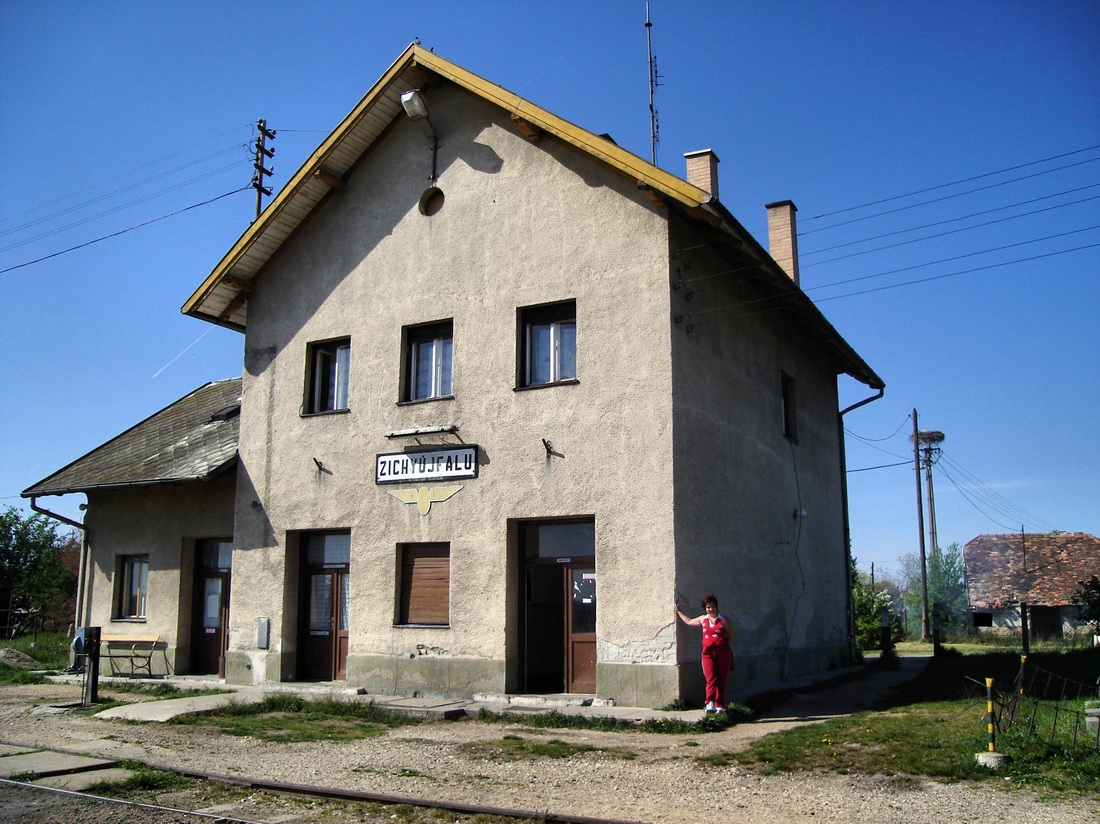
Die Lokalbahn

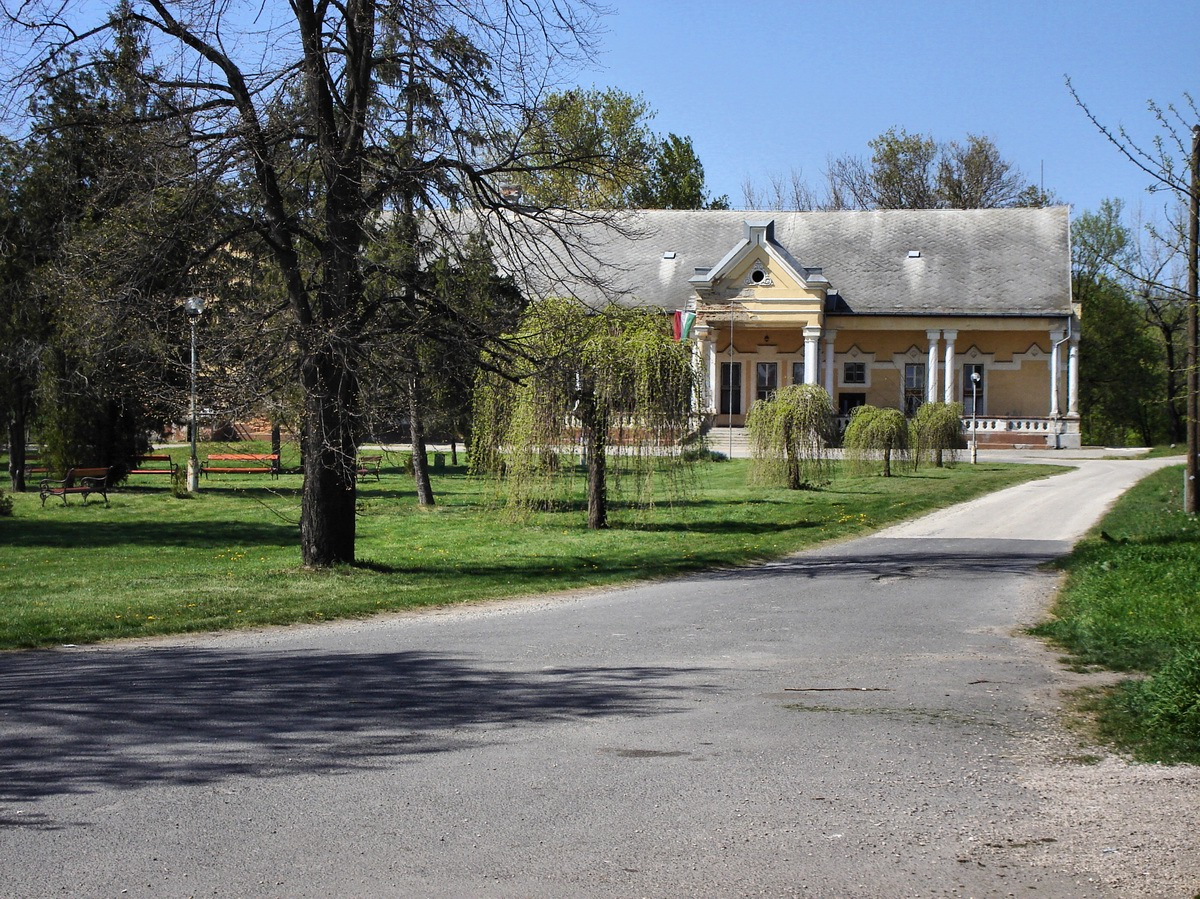
Schloss

Zichyújfalu [ˈziʧiˌuːjfɒlu] ist eine 10 km vom Velencer See entfernt liegende Gemeinde, welche zum Komitat Fejér in Ungarn gehört.

## Geografie

### Nachbargemeinden
|            | Gárdony                                     |                |
| Seregélyes | Kompassrose, die auf Nachbargemeinden zeigt | Pusztaszabolcs |
|            | Szabadegyháza                               |                |

## Historie
Urkundlich wurde es erstmals 1239 erwähnt, als villa Nowa (Nova) gehörte es zu den Ländereien der Vérteser Csákok. 1447 wurde es in dem adligen Vorsatz als Wyfalw (Újfalu - Neudorf) erwähnt.
Bereits zur Zeit der Türkenherrschaft erschien die Familie Zichy als Gutsbesitzer in Újfalu (Neudorf).
Nach der Türkenherrschaft wurde es einige Zeit von Seregélyeser Leibeigenen gepachtet. 1784 war der Besitzer der Einöde Graf Ferenc Zichy, sein Sohn János Zichy baute in Neudorf ein Schloss und legte 1962 einen Wildpark an.
Der unterscheidende Vorsatz "Zichy" weist auf die damaligen Gutsbesitzer, die Familienmitglieder von Graf Zichy hin. Im Ort ist das ehemalige Jagdschloss der gräflichen Familie zu finden, in dem gegenwärtig das Bürgermeisteramt seinen Sitz hat, deswegen kann das Gebäude nur von außen besichtigt werden. Die zum Schloss gehörenden Park und Parkwald bieten eine Möglichkeit zur aktiven Erholung.

## Sport
In Zichyújfalu gibt es einen Fußballverein.